# Ngukurr
Ngukurr ist eine Aborigines-Siedlung, die 490 Kilometer südöstlich von Darwin und 330 Kilometer südlich von Katherine im Südosten von Arnhemland im Northern Territory, Australien, liegt.

## Geschichte
In dem Gebiet des heutigen Ortes leben seit 40.000 Jahren die Aborigines der Yugul Mangi mit einer eigenen Sprache. 1908 wurde die Aborigines-Missionsstation als Roper River Mission an den Ufern des Roper River von der Anglican Church of Australia gegründet. Nach einer Überflutung im Jahr 1940 wurde sie 10 Kilometer entfernt auf hügeligem Gelände wieder aufgebaut, dem heutigen Ngukurr. 1966 übernahm Australiens Regierung die Siedlung. 1988 gründete sich das Yugul Mangi Aboriginal Council und damit entstand eine lokale Verwaltung. 2008 überging die Verwaltungshoheit an den Roper Gulf Shire.

## Ortschaft
Die Aborigines im Ort sprechen Kriol; Englisch und andere indigene Sprachen sind wenig verbreitet.
In dem Ort mit 1088 Bewohnern (Stand 2021) gibt es eine Schule, Polizeistation, ein Handelsgeschäft und Gesundheitszentrum sowie einen Campingplatz. In der Trockenzeit fährt zweimal wöchentlich ein Bus auf dem Roper Highway von Katharine nach Ngukurr. In der Nähe des Ortes liegt der Limmen-Nationalpark. Am Roper River gibt es gute Möglichkeiten zum Fischen.
Während der Regenzeit vom Dezember bis Mai ist der Ort nur mit Flugzeugen oder Booten auf dem Roper River zu erreichen.

## Kultur
In der Siedlung lebt eine Künstlerkolonie, die Bilder in den Vorstellungen ihrer Traumzeit malen. Im Mai 2012 fand in diesem kleinen Ort das Yugul Mangi Festival statt.